# Мотта-Монтекорвіно
Мотта-Монтекорвіно (італ. Motta Montecorvino) — муніципалітет в Італії, у регіоні Апулія,  провінція Фоджа.
Мотта-Монтекорвіно розташована на відстані близько 230 км на схід від Рима, 155 км на захід від Барі, 38 км на захід від Фоджі.
Населення — 745 осіб (2014).
Покровитель — святий Іван Хреститель.

## Демографія
Населення за роками:

Станом на 1 січня 2023 року в муніципалітеті офіційно проживало 20 іноземців з 5 країн, серед них 6 громадян країн Євросоюзу та 4 громадяни України.

## Сусідні муніципалітети
- Челенца-Вальфорторе
- Лучера
- П'єтрамонтекорвіно
- Вольтурара-Аппула
- Вольтурино